# Nnamdi Collins
Pharrell Nnamdi Collins (Düsseldorf, 10 januari 2004) is een Duits-Nigeriaans voetballer die doorgaans speelt als centrale verdediger. In augustus 2023 verruilde hij Borussia Dortmund voor Eintracht Frankfurt.

## Clubcarrière
Collins speelde in de jeugd van VfL 06 Benrath en daarna in de opleiding van Fortuna Düsseldorf. Hij werd in 2016 overgenomen door Borussia Dortmund. Hier tekende hij in mei 2020 zijn eerste professionele contract. In het seizoen 2022/23 speelde Collins acht wedstrijden namens het belofteteam van Dortmund in de 3. Liga.
In de zomer van 2023 werd Collins voor een bedrag van circa een miljoen euro overgenomen door Eintracht Frankfurt, waar hij zijn handtekening zette onder een verbintenis voor de duur van vijf seizoenen. Na in de Regionalliga Südwest gespeeld te hebben in het belofteteam mocht Collins op 5 april 2024 zijn debuut maken in de Bundesliga tegen Werder Bremen. Die club kwam door een doelpunt van Miloš Veljković op voorsprong, waarna Tuta zorgde voor een gelijkspel: 1–1. Collins mocht van coach Dino Toppmöller in de basis beginnen en hij werd in de tweede helft naar de kant gehaald ten faveure van Hugo Larsson.
Zijn contract werd in december 2024 opengebroken en met twee seizoenen verlengd tot medio 2030. Een maand laterr kwam hij voor het eerst tot scoren, thuis tegen SC Freiburg. Nadat Ritsu Doan voor die club had gescoord, waren Robin Koch, Omar Marmoush en Hugo Ekitike namens Frankfurt trefzeker. Collins besliste de eindstand op 4–1.

## Clubstatistieken
| Seizoen | Club                   | Competitie   | Competitie | Competitie | Beker | Beker | Internationaal | Internationaal | Totaal | Totaal |
| Seizoen | Club                   | Competitie   | Wed.       | Dlp.       | Wed.  | Dlp.  | Wed.           | Dlp.           | Wed.   | Dlp.   |
| ------- | ---------------------- | ------------ | ---------- | ---------- | ----- | ----- | -------------- | -------------- | ------ | ------ |
| 2022/23 | Borussia Dortmund II   | 3. Liga      | 8          | 0          | —     | —     | —              | —              | 8      | 0      |
| 2023/24 | Eintracht Frankfurt II | Regionalliga | 16         | 0          | —     | —     | —              | —              | 16     | 0      |
| 2023/24 | Eintracht Frankfurt    | Bundesliga   | 2          | 0          | 0     | 0     | —              | —              | 2      | 0      |
| 2024/25 | Eintracht Frankfurt    | Bundesliga   | 22         | 1          | 2     | 0     | 6              | 0              | 30     | 1      |
| Totaal  | Totaal                 | Totaal       | 48         | 1          | 2     | 0     | 6              | 0              | 56     | 1      |

Bijgewerkt op 30 april 2025.